# Pleš, Slovacia
Pleš este o comună slovacă, aflată în districtul Lučenec din regiunea Banská Bystrica. Localitatea se află la altitudinea de 223 m deasupra n.m., se întinde pe o suprafață de 9,78 km2 și în 2017 număra 196 de locuitori.

## Istoric
Localitatea Pleš este atestată documentar din 1246.

## Demografie
| An:                | 1994 | 2004   | 2014   | 2024    |
| ------------------ | ---- | ------ | ------ | ------- |
| Număr de persoane: | 223  | 235    | 223    | 185     |
| Diferență:         |      | +5,38% | −5,10% | −17,04% |

| An:                | 2023 | 2024   |
| ------------------ | ---- | ------ |
| Număr de persoane: | 188  | 185    |
| Diferență:         |      | −1,59% |